# 고분 천황
고분 천황(일본어: 弘文天皇, 다이카大化 4년(648년) ~ 덴무 천황天武天皇 원년 음력 7월 23일(672년 8월 21일))은 제39대 일본 천황(재위: 덴지 천황天智天皇 10년 음력 12월 5일(672년 1월 9일) ~ 덴무 천황 원년 음력 7월 23일)이다. 휘는 오토모(일본어: 大友), 또는 이가(일본어: 伊賀)이다.
천황이라고는 하지만 시호가 추증된 것은 19세기가 거의 다 되어서인 메이지(明治) 3년(1870년)으로 그때 비로소 '천황'으로서 인정받았으나, 즉위했는지 즉위하지 않았는지도 확인된 것이 없어 '고분 천황'이라는 시호보다는 왕자 시절의 이름인 '오토모노 미코'(大友皇子)로 표기하는 경우가 많다.

## 개요
덴지 천황의 제1왕자로 생모는 이가노우네메 야카코노 이라쓰메(일본어: 伊賀采女宅子娘 いがのうねめ・やかこのいらつめ[*])이다. 덴지 천황의 후계자로서 통치하였으나, 임신의 난(壬申の乱)을 일으킨 숙부 오아마노 미코(大海人皇子)에게 오늘날의 세키가하라에 해당되는 지역에서 패배하고 목을 매 자결하였다. 
그 후 오랜 기간 동안 천황으로서 인정받지 못하고 오토모노 미코로 불리다가 19세기가 거의 다 되어서야 '고분'(弘文)이라는 시호를 받고 천황으로 추서되었다.
- 정비(正妃): 도치노 히메미코 (十市皇女) - 덴무 천황의 딸
  - 아들 : 가도노 오키미 (葛野王) - 오우미노 마히토(淡海眞人) ・ 아손(朝臣)의 시조. 오우미노 미후네(淡海三船)는 카도노 오키미의 손자에 해당한다.
- 비(妃): 후지와라노 미미모토지(藤原耳面刀自) - 후지와라노 가마타리(藤原鎌足)의 딸
  - 아들 : 이치시히메노 오오키미 (壱志姫王)
- 생모 불명
  - 요타노 오오키미 (与多王) - 오오토모 요타 (大友与多)라고도 한다. 오토모씨(大友氏)의 시조로 알려져 있다. (→ 오오토모노 쿠로누시)

이복형제자매
형제자매 표기는 제1왕자, 제2왕자 등의 기술을 토대로 하지만, 서열적인 의미도 있기에 실제 탄생 순서와는 맞지 않는 경우도 있다.
- 형제: 타케루노 미코(建皇子) ・ 카와시마노 미코(川島皇子) ・ 시키노 미코(志貴皇子)
- 자매
  - 오오타노 히메미코(大田皇女) - 남편은 덴무 천황
  - 우노노사라라노 히메미코(鸕野讃良皇女) - 남편 덴무 천황
  - 니이타베노히메미코(新田部皇女) - 남편 덴무 천황
  - 오오에노 히메미코(大江皇女) - 남편 덴무 천황
  - 아스카노 히메미코(明日香皇女) - 남편 오사카베노 미코(忍壁皇子)
  - 미나베노히메미코(御名部皇女) - 남편 타케치노 미코(高市皇子)
  - 아베노 히메미코(阿陪皇女) - 남편 쿠사카베노 미코
  - 야마베노 히메미코(山辺皇女) - 남편 오오츠노미코(大津皇子)
  - 이즈미노 히메미코(泉皇女)
  - 미누시노 히메미코(水主皇女)

## 즉위설
과거로부터 지금까지 임신의 난, 오토모노 미코가 실각하고 죽음에까지 이른 이 사건을 언급한 기본 사료는 《일본서기》(日本書紀)인데, 여기에 따르면 덴지 천황은 친동생인 오아마를 동궁(東宮), 즉 태자로 삼았으나, 자신의 친아들 오토모를 더욱 아낀 나머지 오아마와의 약속을 깨고 오토모에게 대권을 물려주려 했던 것처럼 기술하고 있다. 여기에는 오토모가 즉위했다는 이야기는커녕 태자 책봉조차도 언급되어 있지 않다. 
그러던 것이 후대의 한시집 《회풍조》(懐風藻)나 와카집 《만요슈》(万葉集)에는 「아버지인 덴지가 오토모노 미코를 입태자(立太子)하였다」고 하여 태자로 책봉되었음을 시사하는 기록이 등장했으며, 헤이안 시대의 여러 역사서에서 오토모노 미코가 천황으로서 「즉위」하기까지 했었다고 언급한 기록들이 보이고 있다. 관찬 역사서로서 덴무 천황의 아들인 도네리 친왕(舎人親王)이 편찬 총괄자로서 편찬한 《일본서기》의 성격상 오토모가 즉위한 사실을 굳이 빼버리고 적지 않았다고 주장하는 것이 「오토모노 미코 즉위설」이다. 한편으로는 《일본서기》의 기술을 인정하되 「즉위」까지는 아니어도 천황의 대리로서의 통치 즉 「칭제」는 있었을 것으로 보는 설도 있는데, 「오토모노 미코 비즉위설」 즉 「칭제설」이다. 에도 시대(江戸時代)부터 메이지 시대(明治時代) 초기까지는 즉위설이 유력했고, 오토모가 천황으로 추증된 것도 이 즉위설에 힘입은 것이었지만, 메이지 말기부터 즉위설의 근거에 의문이 제기되면서 현재는 즉위는 없었다고 보는 견해가 유력하다.
재위 8년만인 덴지 7년(668년)에야 즉위를 행한 덴지 천황의 아래서 오토모는 덴지 10년(671년)에 태정대신(太政大臣)이 되어, 그 정무를 보좌하게 되었다. 《일본서기》 덴지 10년(671년) 11월조에는 다음과 같은 기록이 있다.
丙辰, 大友皇子在內裏西殿織佛像前. 左大臣蘇我赤兄臣, 右大臣中臣金連, 蘇我果安臣, 巨勢人臣, 紀大人臣侍焉. 大友皇子手執香鑪, 先起誓盟曰 "六人同心, 奉天皇詔. 若有違者, 必被天罰." 云云. 於是, 左大臣蘇我赤兄臣等手執香鑪, 隨次而起, 泣血誓盟曰 "臣等五人隨於殿下, 奉天皇詔, 若有違者, 四天王打, 天神地祇, 亦復誅罰. 三十三天, 証知此事, 子孫當絕, 家門必亡." 云云.
병진에 오토모노 미코는 다이리(內裏) 서전(西殿)의 직불상(織佛像) 앞에 있었다. 사다이진(左大臣) 소가노 아카에노 오미(蘇我赤兄臣) ・ 우다이진(右大臣) 나카토미노 가네노 무라치(中臣金連) ・ 소가노 하타야스노 오미(蘇我果安臣) ・ 고세우노 히토노 오미(巨勢人臣) ・ 기노 오오히토노 오미(紀大人臣)가 따랐다. 오토모노 미코는 손에 향로를 들고 먼저 일어나 계맹하여
"6인은 마음을 합하여 천황의 조(詔)를 받들겠으니 이를 어기는 자는 반드시 천벌을 받으리라."
하였다. 이에 사다이진 소가노 아카에노 오미 등은 향로를 손에 들고 뒤따라 일어나 피를 흘려 계맹하였다.
"신등 5인은 전하를 따라 천황의 조를 받들 것이며 이를 어기는 자가 있으면 사천왕이 치고 천신지지가 또한 주벌할 것이다. 33천이 그것을 증명하시리니 자손이 마땅히 끊어지고 가문도 필시 멸망할 것이라."
 운운하였다.

여기서 말한 「천황의 조」(조칙)의 내용은 알 수 없지만, 덴지 천황 사후 오토모노 미코에게 왕위를 잇게 할 것을 지시하는 내용이었던 것으로 보인다. 오토모노 미코는 일본의 근대, 특히 쇼와(昭和) 초기까지 천황으로 즉위했었다는 의론이 존재했고 다이쇼 천황(大正天皇)이 그 시호를 딴 「고분인(弘文院)」으로 알려지기도 했다.
덴지 천황 10년 12월 3일(672년 1월 7일)에 덴지 천황이 서거하고 임신의 난이 일어나 패하고 자결할 때까지의 치세는 약 6개월 남짓으로 즉위와 관련된 의식이 치러진 기록은 남아있지 않다. 때문에 메이지 3년에 고분 천황이라는 시호를 더하고서야 천황으로서 인정받게 되었으며, 그 지위에 대해서도 실제 천황으로 즉위한 것이 아니라 덴지 천황의 황후였던 야마토노히메 오키미(倭姫王)를 세우고 오토모 자신은 황태자로서 「칭제(稱制)」했었다는 설도 있다.

## 이설
임신의 난에서 패한 뒤 자결하지 않고 처자를 데리고 몰래 도고쿠(東國)로 달아났다는 전설이 있으며, 현재 일본의 가나가와 현(神奈川県)이나 지바 현(千葉県)에 고분 천황과 관련된 사적이 몇 가지 남아 있다.

## 가족 관계
- 아버지 : 일본 제38대 덴지 천황(天智天皇, 626~672)
- 어머니 : 채녀 야카코노 이라츠메(宅子娘)
  - 황후 : 도치노 히메미코(十市皇女, 653?~678) - 덴무 천황(天武天皇, 631?~686)의 장녀
    - 장남 : 가도노노 오키미(葛野王, 669?~705)

  - 비 : 후지와라노 미미모토지(藤原耳面刀自) - 후지와라 씨(藤原氏)의 시조인 후지와라노 카마타리(藤原鎌足, 614~669)의 딸
    - 딸 : 이치시히메노 오키미(壱志姫王)

## 같이 보기
- 진신의 난